# Hans Hauswaldt
Johann Christian Albert Hauswaldt (* 20. Juni 1851 in Neustadt-Magdeburg; † 27. März 1909 in Magdeburg) war ein deutscher Kaufmann, Unternehmer, Fotograf und Kristallograph.

## Leben
Hans Hauswaldt arbeitete nach seiner schulischen und beruflichen Ausbildung ab etwa 1870 in dem im Bereich der Kakao- und Schokoladenherstellung tätigen Familienunternehmen Zichorien- und Schokoladenfabrik Johann Gottlieb Hauswaldt, wurde nach dem Tod seines Vaters Johann Albert Hauswaldt 1887 Teilhaber der Firma und führte diese gemeinsam mit seinem Cousin Johann Wilhelm Hauswaldt. Nach dessen Tod im Jahr 1900 wurde sein Neffe Georg Hauswaldt sein neuer Partner.
Hauswaldt beschäftigte sich mit der fotografischen Aufzeichnung kristalloptischer Phänomene. Er arbeitete eng mit dem Göttinger Kristallographen Theodor Liebisch, dem späteren Direktor des Mineralogisch-Petrographischen Instituts und Museums der Universität Berlin zusammen, der ihn fachlich unterstützte und das Vorwort zu seinen auf eigene Kosten im Selbstverlag erschienenen Tafelbänden schrieb. Seine Aufnahmen haben eine bestechend hohe Qualität und werden noch heute in den meisten Lehrbüchern benutzt. Hauswaldt war Königlich Preußischer Kommerzienrat und wurde 1902 nach Erscheinen seines ersten Tafelbandes Ehrendoktor der Universität Göttingen.
Am 13. November 1908 wurde Hans Hauswaldt unter der Matrikel-Nr. 3266 als Mitglied in die Kaiserliche Leopoldinisch-Carolinische Deutsche Akademie der Naturforscher aufgenommen.
Seine Sammlung der Präparate und Originalfotoplatten vermachte er dem Mineralogisch-Petrographischen Institut und Museum der Universität Berlin.

## Schriften
- Ueber eine Verbesserung des Hofmeister'schen Quecksilberunterbrechers. In: Annalen der Physik und Chemie, 301, 6, 1898, S. 479–480 Digitalisat
- Interferrenzerscheinungen an doppelt brechenden Krystallplatten im convergenten polarisierten Licht. 33 Tafeln, Magdeburg 1902
- Interferrenzerscheinungen an doppelt brechenden Krystallplatten im convergenten polarisierten Licht. 80 Tafeln, Magdeburg 1904
- Interferrenzerscheinungen an doppelt brechenden Krystallplatten im convergenten polarisierten Licht. 72 Tafeln, Magdeburg 1907/1908
- mit Daniel Vorländer: Achsenbilder flüssiger Kristalle. In: Abhandlungen der Kaiserlichen Leopoldinisch-Carolingischen Deutschen Akademie der Naturforscher, 90, Halle 1909, 19 Tafeln, S. 105–120 Digitalisat